# Séverine
Séverine, nom artístic de Josiane Grizeau (París, 10 d'octubre de 1948), és una cantant francesa. Va ser la guanyadora del Festival de la Cançó d'Eurovisió 1971, en representació de Mònaco.

## Biografia
Nascuda a París el 10 d'octubre de 1948. Va començar a cantar als 14 anys al grup Les Murators, després va ser descoberta per la companyia Vogue i el 1967 va gravar, utilitzant el pseudònim Cèline, Tu dis septembre, una versió de Try to Remember de Harry Belafonte. Durant el procés va participar en una gira d'estiu organitzada per Jean Nohain i va actuar regularment amb el grup Les Murators a París, amb el pseudònim Robbie Lorr, cantant èxits estrangers.
El seu primer disc com a Séverine va sortir el 1970, amb la cançó Le Passager de la pluie. L'any següent va ser elegida per concursa al Festival de la Cançó d'Eurovisió, celebrat a Dublín, en representació de Mònaco, on va obtenir la victòria. Séverine va cantar Un banc, un arbre, une rue, composta per Yves Dessca i Jean-Pierre Bourtayre, que va obtenir 128 punts i es va convertir en un èxit internacional. Molts puristes del festival afirmen que és la millor cançó de la història del festival.
Després a França el seu èxit va ser menor i de forma esporàdica. No va arribar a estar entre els 20 primers, però sí va assolir un èxit relatiu amb les cançons Vivre pour moi, Comme un Appel, J'ai besoin de soleil, Là ou tu n'es pas, Mon tendre amour, Il faut chanter la vie i, finalment, una versió de la cançó Power to All Our Friends, que Cliff Richard va cantar a Eurovisió el 1973.
També va ser força popular a Alemanya, el 1975 va arribar a les finals nacionals d'Eurovisió, tot i que no va ser seleccionada. El mateix any va néixer el seu fill i es va prendre un descans fins a 1980. Amb tot, va tenir bastant de visibilitat la resta de la dècada amb cançons com Sieben Tränen, el 1981. L'any següent tornaria a participar en les finals nacionals, sense èxit.
La cantant va tornar a reaparèixer el 2000 en un concert a París. Entre 2002 i 2011 va donar classes de cant i va reaparèixer ocasionalment a cadenes de televisió. El 2012 va llençar un àlbum recopilatori anomenat Intégrale France.